# Erythroneura festiva
Erythroneura festiva är en insektsart som beskrevs av Beamer 1938. Erythroneura festiva ingår i släktet Erythroneura och familjen dvärgstritar. Inga underarter finns listade i Catalogue of Life.